# Werauhia vietoris
Werauhia vietoris là một loài thuộc chi Werauhia. Đây là loài đặc hữu của Costa Rica.